# Physiological Society

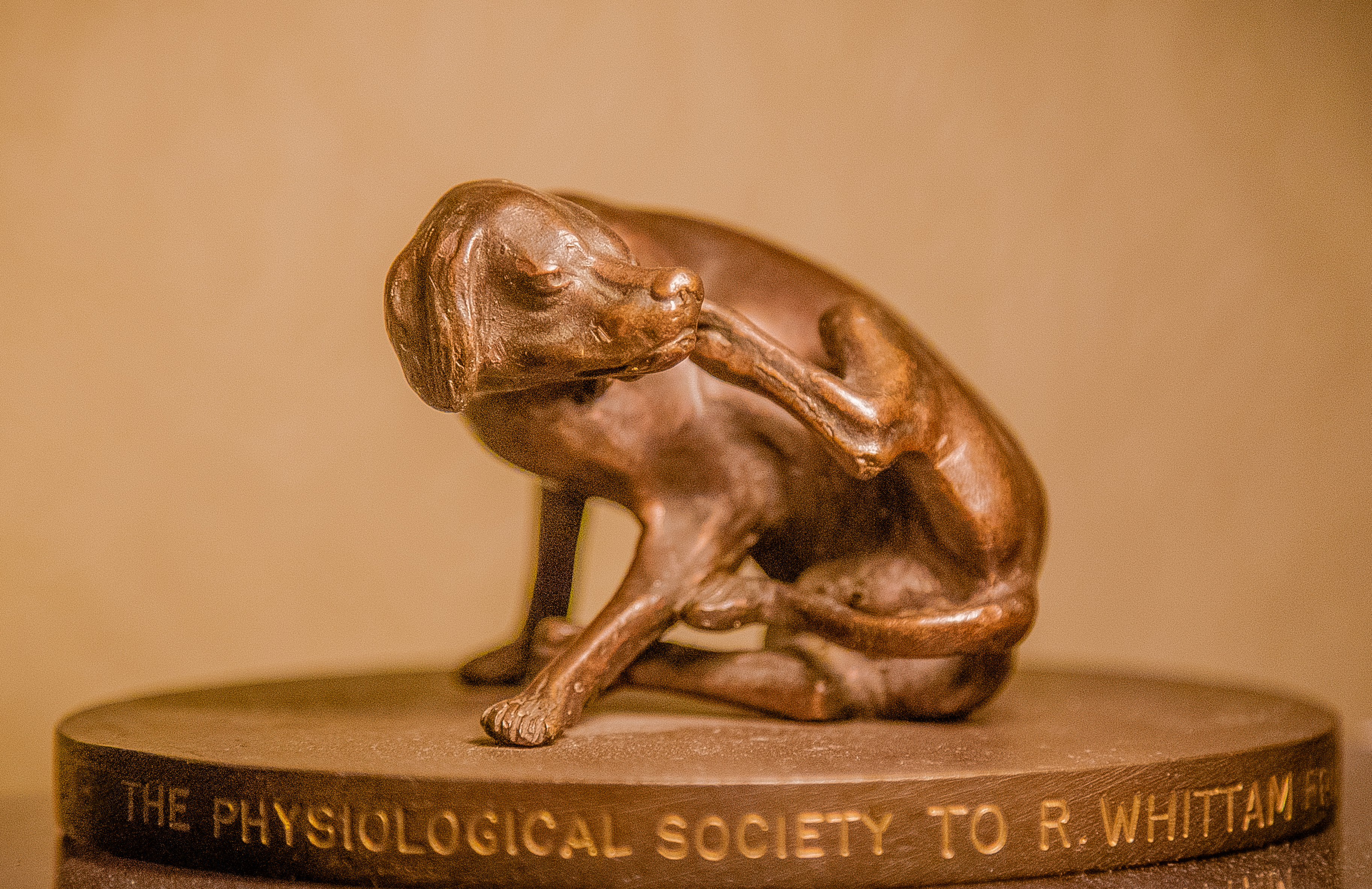
Replik des 1994 entwendeten Maskottchens der Society, welches als Ehrenpreis an Mitglieder vergeben wird.

The Physiological Society ist eine 1876 gegründete Gelehrtengesellschaft in Großbritannien. Die Organisation ist ein eingetragener, gemeinnütziger Verein, Registered Charity No. 211585. Da zu den Aktivitäten der Organisation auch wirtschaftliche Tätigkeiten zählen, ist sie außerdem als Company limited by Guarantee in England und Wales unter der Firmennummer 00323575 registriert. Sowohl der Name Physiological Society als auch das Logo sind eingetragene Warenzeichen.
Nach eigenen Angaben organisiert die Physiological Society 2023 ca. 4000 Physiologen aus über 60 Ländern. Es handelt sich um das größte Netzwerk von Physiologen in Europa. Die Gesellschaft fördert physiologisches Wissen durch die Organisation von wissenschaftlichen Kongressen, die Vergabe von Forschungsstipendien und die Veröffentlichung neuester Forschungsergebnisse in den eigenen Fachzeitschriften.

## Geschichte

### Gründung und frühe Jahre
Die Gründung der Gesellschaft erfolgte durch eine Versammlung von hervorragenden Wissenschaftlern ihrer Zeit. Am 31. März 1876 kamen, organisiert durch John Scott Haldane, neunzehn Männer im Haus von Haldanes Onkel John Scott Burdon-Sanderson zusammen, um die Gründung einer Gesellschaft für Physiologie zu diskutieren.:7
Durch den Forschungsboom der zweiten Hälfte des 19. Jahrhunderts in Großbritannien waren auch physiologische Forschungen rasant angestiegen. Der aufblühende Bedarf an Tieren für die Forschung wurde von einer Gegenbewegung begleitet, die diese Versuche beschränken wollte.:4 1875 hatte Frances Power Cobbe die National Anti-Vivisection Society (NAVS) gegründet. Diese Gesellschaft wollte Grausamkeit gegenüber Tieren bekämpfen und entfachte eine heftige Diskussion auch um Tierversuche. Damit kamen Wissenschaftler in den Fokus der Öffentlichkeit und suchten selbst eine Organisation zur Vertretung ihrer Interessen.
Ebenfalls 1875 setzte das Parlament eine Kommission unter der Leitung von Edward Cardwell ein, die eine Empfehlung für das Parlament ausarbeiten sollte, in der auch die Vivisektion von Tieren zu Forschungszwecken behandelt wurde.:5 Ein weiterer Gast des Treffens, Thomas Henry Huxley, war Mitglied dieser Kommission. Das Parlament veröffentlichte den Cruelty to Animals Act (15. August 1876), welcher 1986 durch den Animals (Scientific Procedures) Act abgelöst wurde. In der Lobbyarbeit mit gesetzgebenden Gremien liegt auch weiterhin ein Teil der Arbeit der Physiological Society.
Die meisten der 19 Gründungsmitglieder arbeiteten in London oder Cambridge. Einige hatten schon wesentliche Beiträge zur physiologischen Forschung erbracht, andere würden in späteren Jahren solche Forschungsleistungen erbringen. Neben den oben genannten waren darunter der Universalgelehrte Francis Galton, der Schriftsteller George Henry Lewes, der Anatom William Sharpey, Michael Foster, John Marshall, George Murray Humphry, Frederick William Pavy, Thomas Lauder Brunton, David Ferrier, Philip Henry Pye-Smith, Walter Holbrook Gaskell, John Gray McKendrick, Emanuel Edward Klein, Edward Albert Sharpey-Schafer, Francis Darwin, George Romanes und Gerald Francis Yeo.
Auf einem zweiten Treffen der Gründer am 26. April 1876 im Haus von Gerald Yeo wurde die Satzung der neu gegründeten Gesellschaft verabschiedet.:8 Bekannte Persönlichkeiten im Feld der Physiologie wurden als Mitglieder eingeladen, und ein Termin, der 26. Mai 1876, wurde der offizielle Gründungstag der Society.:15 22 der anwesenden Gäste unterzeichneten die Satzung zu diesem Anlass, während 14 weitere Anwesende, darunter vier Ausländer, das Treffen ohne Unterschrift verließen.:8
In den ersten vier Jahren verliefen Treffen meist recht informell, und Sachthemen wurden beim Abendessen diskutiert. Die Anzahl der Mitglieder war anfangs auf vierzig begrenzt, die alle männlich sein und sich physiologisch betätigten mussten. Wissenschaftlich wurde die Arbeit ab den 1880ern mit Vorträgen und Vorführungen. Die Begrenzung der Mitgliederzahl wurde 1884 aufgegeben. 1887 wurde nach dem britischen Vorbild die American Physiological Society gegründet, und schon 1889 wurde der erste internationale physiologische Kongress veranstaltet.
Die Satzung erlaubte auch die Wahl von Ehrenmitgliedern, „Männern, die sich in den Wissenschaften“ ausgezeichnet hatten. Die beiden ersten Ehrenmitglieder wurden Charles Darwin und das Gründungsmitglied der Gesellschaft, William Sharpey.
Zu ihrem 50-jährigen Bestehen wurde die Society 1926 als Charity eingetragen.

### Die Moderne
Basierend auf Daten vom September 2008 hatte die Gesellschaft 2600 Mitglieder in über 50 Ländern. Die meisten Mitglieder arbeiteten in der Industrie oder an Universitäten an physiologischen Themen.
Der gemeinnützige Zweck der Organisation bleibt die Förderung der Physiologie und die Verbesserung des Austauschs unter Physiologen im Vereinigten Königreich und im Ausland, wodurch auch die Biomedizin und ähnliche Wissenschaften, die Diagnose, Verhütung und Behandlung von Erkrankungen, Behinderungen und Fehlfunktionen physiologischer Prozesse in allen Formen des Lebens berücksichtigt werden.
Zur Erreichung dieser Ziele veranstaltet die Gesellschaft jährlich fünf Treffen, organisiert internationale Workshops, veröffentlicht zwei wissenschaftliche Journale und ermöglicht Mitgliedern durch Kostenerstattung die Teilnahme an wissenschaftlichen Veranstaltungen. Hinzu kommen Lobbyarbeit im britischen Parlament und mit anderen Organisationen und intensive Öffentlichkeitsarbeit.

### Die Physiological Society und Frauen

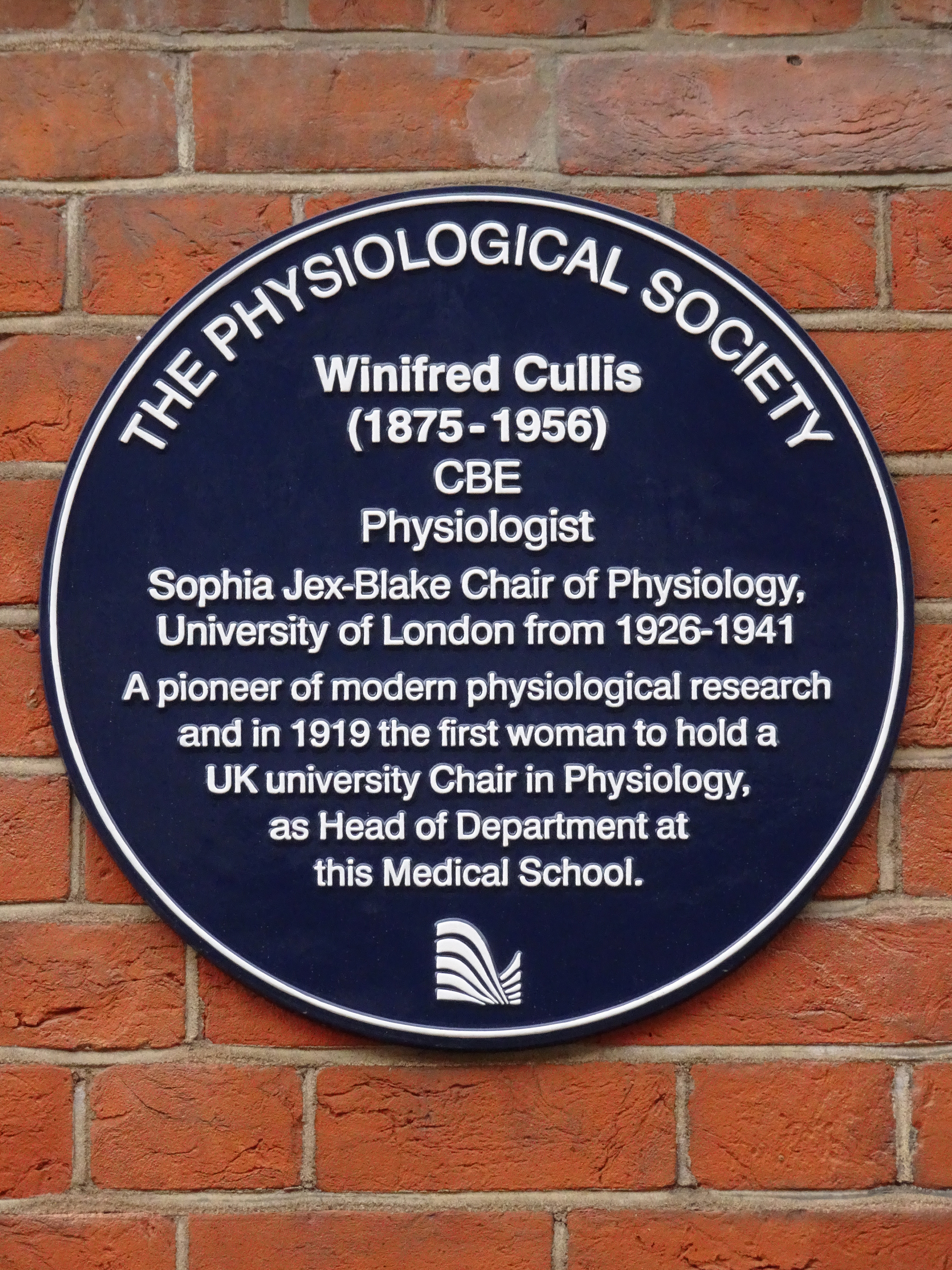
Gedenktafel der Physiologischen Gesellschaft, errichtet am 18. November 2021 in der Hunter Street 8, London WC1N 1BN

1878 wurde das Journal of Physiology gegründet. Schon in der ersten Ausgabe fanden sich Veröffentlichungen von zwei amerikanischen Autorinnen,
Harriet Bills und Emily Nunn. Öffentliche Auftritte waren mit solchen Veröffentlichungen aber nicht verbunden. Die Arbeiten von Marion Greenwood und Julia Brinck wurden von männlichen Mitgliedern auf den Treffen der Gesellschaft in den 1880ern präsentiert. 1896 nahm die Zoologin Florence Buchanan als Erste an einem Treffen der Gesellschaft teil. Dem Dinner der Gesellschaft blieb Buchanan aber fern. 1906 nahm eine Frau zum ersten Mal an einem Dinner der Gesellschaft teil. Frauen als Mitglieder waren in der Satzung nicht berücksichtigt worden. Der von John Scott Haldane 1912 eingebrachte Vorschlag zur Aufnahme von Florence Buchanan, der Forschungsassistentin seines Onkels, wurde ausgiebig und breit diskutiert. 1913 kam es zu einer postalischen Abstimmung, und am 6. Juli 1915 wurde Florence Buchanan gemeinsam mit fünf weiteren Frauen als Mitglied der Gesellschaft aufgenommen. Da die Aufnahme in alphabetischer Reihenfolge erfolgte, wurde Buchanan das erste weibliche Vollmitglied der Society. Die bekannteste der sechs Frauen wurde Winifred Cullis, die auch die erste Frau im Committee der Society wurde. 2018 wurde mit Bridget Lumb die erste Präsidentin der Gesellschaft gewählt, nur wenig mehr als 100 Jahre nach der Aufnahme der ersten Frau.

## Organisation
Dreizehn Treuhänder, „Trustees“ oder „The Board“, führen die Aufsicht über die Stiftung. Der Präsident des Boards ist einer der Treuhänder. Trustees sind gleichzeitig auch Direktoren des gemeinnützigen Unternehmens. Sie werden für vier Jahre gewählt. Grundlage ihres Handelns ist die Satzung vom 27. Januar 1937, welche seither mehrfach und letztmalig am 10. Dezember 2019 angepasst wurde.
Zu den wichtigsten Aufgaben der Trustees gehört die jährliche Erstellung eines (finanziellen) Jahresabschlusses, der nach dem Charity Act von 2011 geprüft und veröffentlicht wird. Die Trustees überwachen die Tätigkeit des mit der Umsetzung beauftragten Chief Executive Officers, verantworten Strategie und operative Ziele der Organisation. Sie treffen sich hierzu vier Mal jährlich.

## Publikationen
In Zusammenarbeit mit der Verlagsgruppe John Wiley & Sons veröffentlicht die Physiological Society die folgenden Fachzeitschriften:
- The Journal of Physiology
- Experimental Physiology
- Physiological Reports

## Bibliografie

### Über die Physiological Society
- History of the Physiology Society during its First Fifty Years, 1927, Edward Albert Sharpey-Schafer